# Viacom18
Viacom 18 Media Private Limited é um empreendimento conjunto indiano entre a TV18 e a  Paramount Global com sede em Mumbai. Foi fundada em novembro de 2007 e possui diversos canais da Paramount, bem como diversos produtos de consumo na Índia.

## História
A MTV Networks Asia operava na Índia desde 1991 através de uma parceria com a STAR TV, à época propriedade da News Corporation. A parceira foi desfeita em 1994.
Em maio de 2007, a Viacom e a TV18 anunciaram a formação da Viacom18, que abrigaria os canais de televisão da MTV Networks India, da Viacom, e o Studio18, da TV18.
Em janeiro de 2010, a Viacom18 internacionalizou-se com o lançamento do canal Colors nos Estados Unidos. Em julho de 2010, entrou em uma joint venture de distribuição 50/50 com a Sun Network para formar a Sun 18.
Em dezembro de 2011, a Viacom18 lançou o Nickelodeon Sonic, visando jovens adultos.
Em janeiro de 2014, a TV18 adquiriu os ativos de televisão não-telugus da ETV Network por ₹ 2.053 Crore, com permissão para usar a marca ETV.
O grupo Network18 foi adquirido pelo conglomerado liderado por Mukesh Ambani Reliance Industries em 2014.
Em março de 2015, a Viacom18 decidiu renomear todos os cinco canais regionais de entretenimento geral da ETV em idioma não Telugu. ETV Marathi, ETV Gujarati, ETV Kannada, ETV Bangla e ETV Odia foram renomeados para Colors Marathi, Colors Gujarati, Colors Kannada, Colors Bangla e Colors Odia, respectivamente.
A empresa também é proprietária da Viacom18 Studios. Em 31 de janeiro de 2018, a TV18 anunciou a aquisição da maioria da Viacom na joint venture, assumindo o controle operacional e deixando a Viacom com participação minoritária.
Em dezembro de 2021, a empresa assinou um acordo com a National Basketball Association para exibir jogos da NBA ao vivo para todas as suas redes próprias.
Em 2022, lançou um canal esportivo dedicado chamado Sports18, entrando na disputa de audiência entre Star Sports e Sony.
Em janeiro de 2022, houve relatos de que a Lupa India, uma empresa de investimentos criada por Uday Shankar e James Murdoch, estava nos estágios finais de adquirir uma participação de 39% na Viacom18, transformando assim a Paramount Global em acionista minoritária com 10% de participação na empresa. Em vez disso, a Viacom18 e a Reliance Industries fizeram uma parceria com a Bodhi Tree Systems, uma empresa de propriedade da Lupa Systems, para formar uma gigantesca empresa de streaming e TV. A Bodhi Tree planeja investir US$ 1,8 bilhão na Viacom18, com a Reliance investindo US$ 216 milhões e a Paramount Global continuando a ser acionista da Viacom18. O JioCinema será transferido para a Viacom18. O acordo deve ser fechado em outubro de 2022, dependendo da aprovação regulatória.

## Canais e plataformas

### Canais no ar
Atualmente, estes são os canais distribuídos pela Viacom18: 
| Canal                     | Lançamento | Linguagem                                                    | Categoria            | Disponibilidade de SD/HD | Notas                                     |
| ------------------------- | ---------- | ------------------------------------------------------------ | -------------------- | ------------------------ | ----------------------------------------- |
| Colors TV                 | 2008       | Hindi                                                        | Entretenimento geral | SD+HD                    |                                           |
| Colors Rishtey            | 2014       | Hindi                                                        | Entretenimento geral | SD                       |                                           |
| Colors Cineplex           | 2016       | Hindi                                                        | Filmes               | SD+HD                    |                                           |
| Colors Cineplex Bollywood | 2021       | Hindi                                                        | Filmes               | SD                       |                                           |
| Colors Cineplex Superhits | 2022       | Hindi                                                        | Filmes               | SD                       |                                           |
| MTV                       | 1996       | Hindi                                                        | Juventude            | SD+HD                    |                                           |
| MTV Beats                 | 2016       | Hindi                                                        | Música               | SD+HD                    | Em substituição ao Pepsi MTV Indies       |
| Colors Infinity           | 2015       | Inglês                                                       | Entretenimento geral | SD+HD                    |                                           |
| Comedy Central            | 2012       | Inglês                                                       | Entretenimento geral | SD+HD                    |                                           |
| VH1                       | 2005       | Inglês                                                       | Música               | SD+HD                    |                                           |
| Sports 18 1               | 2022       | Inglês                                                       | Esportes             | SD+HD                    |                                           |
| Nickelodeon               | 1999       | Hindi Tâmil Telugu Malaiala Bengali Marathi Gujarati Canarês | Crianças             | SD                       |                                           |
| Nickelodeon Sonic         | 2011       | Hindi Tâmil Telugu Malaiala Bengali Marathi Gujarati Canarês | Crianças             | SD                       |                                           |
| Nick Jr.                  | 2012       | Hindi Inglês                                                 | Crianças             | SD                       |                                           |
| Nick HD+                  | 2015       | Hindi Inglês                                                 | Crianças             | HD                       |                                           |
| Colors Bangla             | 2000       | Bengali                                                      | Entretenimento geral | SD+HD                    | Anteriormente conhecido como ETV Bangla   |
| Colors Bangla Cinema      | 2019       | Bengali                                                      | Filmes               | SD                       |                                           |
| Colors Gujarati           | 2002       | Gujarati                                                     | Entretenimento geral | SD                       | Anteriormente conhecido como ETV Gujarati |
| Colors Cinema Gujarati    | 2019       | Gujarati                                                     | Filmes               | SD                       |                                           |
| Colors Kannada            | 2000       | Canarês                                                      | Entretenimento geral | SD+HD                    | Anteriormente conhecido como ETV Kannada  |
| Colors Super              | 2016       | Canarês                                                      | Entretenimento geral | SD                       |                                           |
| Colors Kannada Cinema     | 2018       | Canarês                                                      | Filmes               | SD                       |                                           |
| Colors Marathi            | 2000       | Marathi                                                      | Entretenimento geral | SD+HD                    | Anteriormente conhecido como ETV Marathi  |
| Colors Odia               | 2002       | Oriá                                                         | Entretenimento geral | SD                       | Anteriormente conhecido como ETV Odia     |
| ColorsTamil               | 2018       | Tâmil                                                        | Entretenimento geral | SD+HD                    |                                           |